# Diméthylglycine
Pour les articles homonymes, voir DMG.
La diméthylglycine (DMG) est un dérivé de la glycine, un acide aminé qu'on trouve dans les pois et dans la levure. Elle peut être formée à partir de la triméthylglycine après la perte d'un de ses groupes méthyle. C'est également un sous-produit du métabolisme de la choline.
La diméthylglycine avait été nommée vitamine B16 lors de sa découverte, mais, contrairement aux vitamines B vraies, une carence alimentaire en diméthylglycine ne provoque aucun trouble physiologique, de sorte qu'il ne s'agit pas d'une vitamine.
Proposée parfois comme produit dopant pour améliorer les performances sportives ainsi que comme adjuvant immunologique et comme traitement contre l'autisme, l'épilepsie voire les maladies mitochondriales, la diméthylglycine s'est en fait révélée aussi efficace qu'un placebo dans au moins un cas de maladie génétique.